# ビクター・キニョネス
ビクター・キニョネス・エルナンデス（Victor Quiñones Hernandez、1959年6月30日 - 2006年4月2日）は、プロレスのプロモーター、ブッカーである。プエルトリコでは地元の名士として知られていた。
元I.W.A.JAPAN代表。ヒールマネージャーなども務めた。

## 来歴
WWFに関わりプロレスのビジネスを学んだ後、1990年にミスター・ポーゴのマネージャーとしてFMWに初来日。その後、W★INGプロモーションやみちのくプロレスなどにも参戦。1994年にはI.W.A.JAPANを旗揚げし、代表を務めるなど日本のインディープロレス活性に尽力した。
プエルトリコではIWA代表として活動、金村キンタローや松永光弘などの遠征選手などの世話人も務め、プロレスラー養成所時代のKAIENTAI DOJOにも深く関与した。
WWEやECWに深く関わっていたことからブッカーとしても活躍、2005年にリッキー・バンデラスを日本に派遣するなどしたが、自身は腰痛の悪化のため来日できなかった。
2006年4月2日、プエルトリコの自宅にて死去。46歳没。KAIENTAI DOJOにて追悼セレモニーが行われ、ゆかりのあったTAJIRIや上林愛貴なども駆けつけた。

## マネージャー担当選手
- ミスター・ポーゴ
- ザ・グラジエーター
- ザ・ヘッドハンターズ（ヘッドハンターA&ヘッドハンターB）
- レザーフェイス（初代）
- フレディ・クルーガー
- クラッシュ・ザ・ターミネーター
- ゴリアス・エル・ヒガンテ
- ミスター雁之助
- 大矢剛功
- カクタス・ジャック
- テリー・ファンク
- キム・ドク
- クリプト・キーパー（英語版）

## 関連人物
- ゴリラ・モンスーン
- カルロス・コロン
- ジム・コルネット
- ポール・ヘイマン